# 和運租車
和運租車股份有限公司，簡稱和運租車，是臺灣一家汽車租賃公司，為和泰汽車集團旗下一員，與日本豐田金融服務公司於1999年5月24日合資創立。

## 關係企業

### 臺灣
- 臺南分公司：臺南市永康區中正南路380號
- 臺中分公司：臺中市西屯區臺灣大道二段65號1樓
- 高雄分公司：高雄市三民區博愛一路6號1樓

### 中國大陸
- 和運國際租賃有限公司：上海市普陀區怒江北路427號9樓

## 沿革
- 1999年5月：和泰汽車轉投資成立和運租車股份有限公司。
- 2002年8月：豐田金融服務公司（日语：トヨタファイナンシャルサービス）參與投資和運租車。
- 2005年8月：和運租車獲得ISO 9001品保認證。
- 2007年8月：和運租車獲得經濟部商業司優良服務作業規範（GSP）之認證，為臺灣汽車租賃業界首創。
- 2012年6月：經董事會遴選，和運租車新任董事長黃南光上任。
- 2021年7月：和潤企業及和運租車董事會改選，前和泰產物保險副董事長劉源森當選兩公司董事長[1]。

## 共享汽機車
和運租車旗下子公司「和雲行動服務」於2015年推出「iRent」共享汽车服務，成為臺灣最早的共享汽車品牌，也是目前唯一一家同時提供共享汽车與機車的租賃業者。
iRent汽車

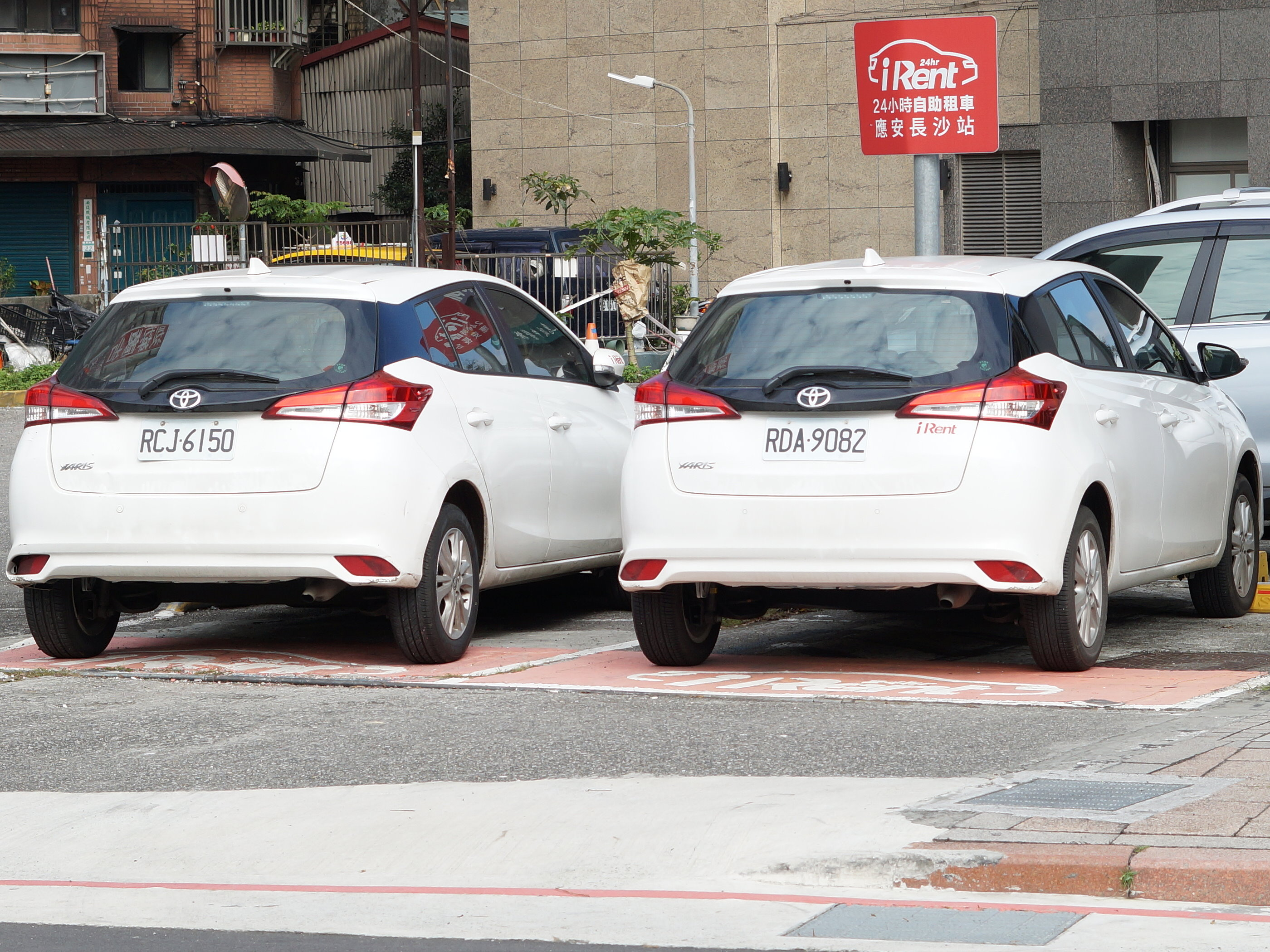
停放於和雲停車場的iRent汽車

- iRent汽車提供“同站租還”與“路邊租還”兩種模式，前者營運範圍涵蓋臺灣本島和澎湖縣、金門縣、連江縣南竿鄉等離島地區，後者目前僅有北臺灣、臺中市、臺南市、高雄市之部分區域。
- iRent汽車目前以Prius C和Yaris兩款車型為主力，另外還有Corolla Cross、Sienta、Altis、Vios、Yaris Cross、Town Ace廂型車和Honda Fit、Swift油電車等車型。

iRent機車

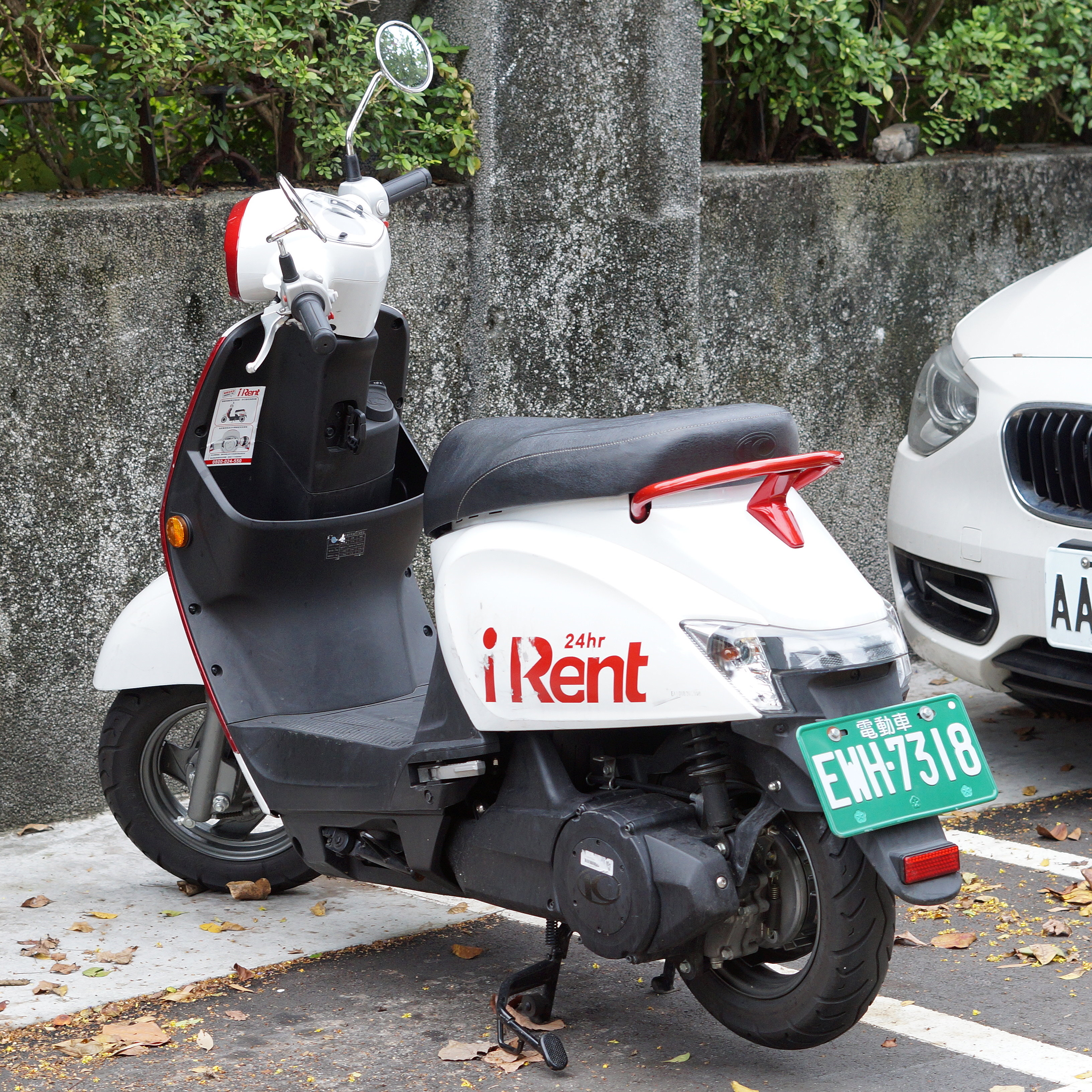
iRent電動機車

- iRent機車是除了WeMo Scooter和GoShare之外，臺灣主要的共享機車租賃業者之一，其車型皆為光陽Many 110 EV都會版電動機車，營運範圍為台北市、新北市、台中市、台南市、高雄市部分地區。

## 爭議

### iRent個資外洩事件
2023年，和運租車子公司「和雲行動服務」推出的共享汽车品牌「iRent」遭外國科技媒體TechCrunch揭露，雲端伺服器資料庫沒有密碼保護，2023年2月1日臺北市區監理所前往進行行政檢查，發現iRent未能依《汽車運輸業個人資料檔案安全維護計畫及處理辦法》規定提供汽車運輸業個人資料檔案安全維護計畫書，並要求iRent依《個人資料保護法》在期限內改正，否則《依個人資料保護法》按次處新台幣2萬元以上、20萬元以下罰鍰。

## 外部連結
- 和運租車臺灣官方網站（页面存档备份，存于）
- 和運租車中國官方網站（页面存档备份，存于）